# Emilio Ciolli
Emilio Ciolli, né le 27 janvier 1933 à Figline Valdarno en Toscane et mort le 23 décembre 2012 à Florence, est un coureur cycliste italien, professionnel de 1953 à 1964. Son frère Marcello Ciolli fut également coureur professionnel,.

## Palmarès
- 1952
  - Milan-Rapallo
- 1953
  - Coppa Sinalunga
- 1954
  - Coppa Città del Marmo
- 1955
  - 3e de la Coppa Città di Parabiagio
- 1958
  - 6e de la Coppa Sabatini
- 1959
  - 7e du Tour des Apennins

## Résultats sur les grands tours

### Tour de France
1 participation
- 1962 : 92e

### Tour d'Italie
4 participations
- 1955 : 29e
- 1958 : abandon
- 1963 : 63e
- 1964 : 96e